# Фторид европия(II)
Фторид европия(II) — бинарное неорганическое соединение, 
соль металла европия и плавиковой кислоты с формулой EuF2, 
светло-жёлтые кристаллы, 
не растворяется в воде.

## Получение
- Восстановление фторида европия(III) металлическим европием:

{\displaystyle {\mathsf {2EuF_{3}+Eu\ {\xrightarrow {950^{o}C}}\ 3EuF_{2}}}}
- Восстановление фторида европия(III) водородом:

{\displaystyle {\mathsf {2EuF_{3}+H_{2}\ {\xrightarrow {1100^{o}C}}\ 2EuF_{2}+2HF}}}

## Физические свойства
Фторид европия(II) образует светло-жёлтые кристаллы 
кубической сингонии, 
пространственная группа F m3m,
параметры ячейки a = 0,58423 нм, Z = 4.
Не растворяется в воде.
Антиферромагнетик; температура Кюри 2 К.